# Episodi di Hawaii Five-0 (terza stagione)
La terza stagione della serie televisiva Hawaii Five-0 è stata trasmessa in prima visione assoluta negli Stati Uniti d'America da CBS dal 24 settembre 2012.
L'episodio L'isola proibita ha permesso ai telespettatori statunitensi di interagire direttamente con la trama: infatti il finale è stato scelto in diretta dal pubblico da casa durante la visione, votando attraverso Twitter; l'esperimento è stato ripetuto anche con il pubblico italiano in occasione della prima TV in lingua italiana dell'episodio.
In Italia la prima parte della stagione (i primi dodici episodi), è stata trasmessa in prima visione in chiaro da Rai 2 dall'11 gennaio al 18 marzo 2013; la seconda parte della stagione va in onda dal 24 novembre successivo al 28 gennaio 2014. Nella Svizzera italiana la stagione ha invece debuttato su RSI LA2 il 17 marzo 2013; dal 4 agosto al 22 settembre dello stesso anno l'emittente svizzera ha trasmesso la stagione in prima visione assoluta in italiano a partire dal tredicesimo episodio.
| nº | Titolo originale                            | Titolo italiano         | Prima TV USA      | Prima TV in italiano |
| -- | ------------------------------------------- | ----------------------- | ----------------- | -------------------- |
| 1  | La O Na Makuahine (Mother's Day)            | La festa della mamma    | 24 settembre 2012 | 11 gennaio 2013      |
| 2  | Kanalua (Doubt)                             | Il dubbio               | 1º ottobre 2012   | 18 gennaio 2013      |
| 3  | Lana I Ka Moana (Adrift)                    | Alla deriva             | 8 ottobre 2012    | 25 gennaio 2013      |
| 4  | Popilikia (Misfortune)                      | Sventura                | 15 ottobre 2012   | 1º febbraio 2013     |
| 5  | Mohai (Offering)                            | L'offerta               | 5 novembre 2012   | 8 febbraio 2013      |
| 6  | I Ka Wa Mamua (In a Time Past)              | In un tempo passato     | 12 novembre 2012  | 25 febbraio 2013     |
| 7  | Ohuna (The Secret)                          | Il segreto              | 19 novembre 2012  | 25 febbraio 2013     |
| 8  | Wahine 'inoloa (Evil Woman)                 | Disegno diabolico       | 26 novembre 2012  | 4 marzo 2013         |
| 9  | Ha'aw Make Loa (Death Wish)                 | Morte e riscatto        | 3 dicembre 2012   | 4 marzo 2013         |
| 10 | Huaka'i kula (Field Trip)                   | Gita scolastica         | 10 dicembre 2012  | 11 marzo 2013        |
| 11 | Kahu (Guardian)                             | Il guardiano            | 17 dicembre 2012  | 18 marzo 2013        |
| 12 | Kapu (Forbidden)                            | L'isola proibita        | 14 gennaio 2013   | 18 marzo 2013        |
| 13 | Olelo Ho'Opa'I Make (Death Sentence)        | Sentenza di morte       | 20 gennaio 2013   | 4 agosto 2013        |
| 14 | Hana I Wa'Ia (Scandal)                      | Scandalo                | 21 gennaio 2013   | 11 agosto 2013       |
| 15 | Hookman                                     | L’ora della vendetta    | 4 febbraio 2013   | 18 agosto 2013       |
| 16 | Kekoa (Warrior)                             | Incontri clandestini    | 11 febbraio 2013  | 25 agosto 2013       |
| 17 | Pa'ani (The Game)                           | Il gioco                | 18 febbraio 2013  | 1º settembre 2013    |
| 18 | Na Kiʻi (Dolls)                             | Bambole                 | 18 marzo 2013     | 1º settembre 2013    |
| 19 | Hoa Pili (Close Friend)                     | Vero amico              | 25 marzo 2013     | 8 settembre 2013     |
| 20 | Olelo Pa'a (The Promise)                    | La promessa             | 15 aprile 2013    | 8 settembre 2013     |
| 21 | Imi Loko Ka ʻUhane (Seek Within One's Soul) | Dietro le quinte        | 29 aprile 2013    | 15 settembre 2013    |
| 22 | Hoʻopio (To Take Captive)                   | Bambini prigionieri     | 6 maggio 2013     | 15 settembre 2013    |
| 23 | He Welo ʻOihana (Family Business)           | Affari di famiglia      | 13 maggio 2013    | 22 settembre 2013    |
| 24 | Aloha, Malama Pono (Farewell and Take Care) | Addio e abbi cura di te | 20 maggio 2013    | 22 settembre 2013    |

## La festa della mamma
- Titolo originale: La O Na Makuahine (Mother's Day)
- Diretto da: Bryan Spicer
- Scritto da: Peter M. Lenkov

### Trama
Chin nonostante abbia scelto di salvare Malia finisce per vederla morire tra le sue braccia, Kono invece si salva grazie all'intervento di Adam, avvisato dal cugino che non essendo un poliziotto o membro Five-0 non è sorvegliato. Danny informa Rachel che lotterà per impedire che Grace vada a Las Vegas con lei e suo marito. Steve va in Giappone assieme a Joe scoprendo che Shelburne è sua madre Doris, che credeva morte da vent'anni, ed è un'ex-spia. La riconduce sull'isola, dove viene messa sotto protezione da Catherine. Ma la vita della donna è in pericolo perché Wo Fat è evaso con l'aiuto di un complice insospettabile: Frank Delano. L'uomo permetterà a Wo Fat di arrivare a Shelburne e in cambio lui lo aiuterà a ottenere una cosa. Kono perdona il cugino in lutto e Max è tornato al lavoro costretto a usare una stampella. La squadra scopre che Delano sta facendo un colpo al distretto ancora distrutto fingendosi muratori per rubare della droga, ma riescono a intercettarli. Kono uccide il suo rapitore e Chin venendo contro i suoi principi spara a sangue freddo a Delano. Steve dopo che Doris è sopravvissuta a uno scontro con Wo Fat, nuovamente fuggito, la mette sotto protezione, salutandola di nuovo, ma Danny gli rivela che stranamente la scientifica ha scoperto che l'ha mancato di proposito quando poteva sparargli

## Il dubbio
- Titolo originale: Kanalua (Doubt)
- Diretto da: Frederick E. O. Toye
- Scritto da: Joe Halpin

### Trama
Chin celebra il funerale di Malia, ma anche se ha vendicato la sua morte uccidendo Delano, la cosa non lo ha fatto sentire meglio e per non doversi pensare si concentra sul lavoro. La squadra è alle prese con un furto d'opere d'arte; quando viene trovato il corpo dell'autista per la fuga salta fuori che fosse un ex-pilota che era stato costretto a collaborare perché la figlia era stata presa in ostaggio. Per dare una svolta alle indagini la squadra si rivolge a un ex-ricettatore: August March, ma quando rintracciano due dei rapinatori questi sono morti per mano di qualcun altro. La squadra scopre che è March il rapitore e la mente dietro il furto, trovano una sua impronta su un quadro rubato e l'arma del delitto a casa sua, ma con un trucco, fingendo di portarli dalla ragazza rapita che rivela averne una foto, l'anziano si suicida. La squadra riesce a ritrovare la ragazza, grazie alla foto e a risalire all'auto in cui è nascosta. Intanto McGarrett chiede a Catherine di rintracciare sua madre poiché crede che abbia lasciato andare Wo Fat intenzionalmente e vuole scoprire cosa gli nasconde, la ragazza scopre che Doris è sempre sull'isola.

## Alla deriva
- Titolo originale: Lana I Ka Moana (Adrift)
- Diretto da: Steve Boyum
- Scritto da: Elwood Reid

### Trama
Mentre Danny e Steve pescano in alto mare, parlando del fatto che Doris non ha mai lasciato l'isola, vedono un uomo alla deriva su un gommone e pensano sia in difficoltà, lo soccorrono, ma questi gli ruba la barca e li costringe a gettarsi in mare riuscendo a evitare che il gommone bucato non affondi del tutto. Raggiunto uno yacht, i due vi trovano il cadavere di un ricco uomo d'affari ucciso da chi li aveva derubati, ma scoprono che la barca è stata sabotata e non possono usarla per tornare. Intanto la squadra e Catherine preoccupati del fatto che non riescono a contattarli, si recano al molo, scoprendo che la barca è tornata, ma trovano i loro effetti personali e telefoni. Steve e Danny vengono ritrovati dalla Guardia costiera che in un primo momento li arresta poi li rilascia, dopo averli identificati. Tornati sull'isola si uniscono alle indagini e scoprono che l'assassino è un'ex guardia giurata di nome Gil da alcune impronte, riescono a catturarlo e si scopre complice di Katy la moglie della vittima e dopo avergli detto della barca sabotata, la chiama per farla confessare, ma una volta arrivati a casa scoprono che è stata uccisa da Jenny la sorella del marito che ha sentito tutto, ma si arrende. Chin è preoccupato per Kono e la sua storia con Adam, dato il mondo che lo circonda

## Sventura
- Titolo originale: Popilikia (Misfortune)
- Diretto da: Christine Moore
- Scritto da: Stephanie Sengupta

### Trama
Steve e Catherine, vengono svegliati e scoprono che Doris si è trasferita a vivere dal figlio. La task force indaga sulla morte di Billy un giocatore di polo, il cui corpo è stato rinvenuto decapitato. Max scopre che l'arma è un filo sottile ma affilato, piazzato nella porta.
La squadra prima interroga un veterinario che droga i cavalli, ma ha un alibi. Poi trovano l'impronta di uno stivale personalizzato che appartiene alla famiglia Mason, di cui il figlio Jake fu rapito da bambino e pensa che la vittima era lui in quanto si scambio con Billy quel giorno. Steve scopre che uno dei rapitori è uscito da alcuni mesi e l'auto dei Mason esplode ferendo gravemente la madre Amanda. Steve e Danny catturano l'uomo, ma confessa solo di essere stato pagato per piazzare la bomba. Amanda viene soffocata in ospedale e scoprono dalle telecamere che è stato il figlio. La donna non solo aveva una relazione con Billy, ma disse al marito di non pagare il riscatto la prima volta, la squadra arresta Jake capendo che dal rapimento iniziò a odiarla.
Nel frattempo Doris, rivela al figlio un insospettabile segreto di famiglia, dopo aver recuperato una scatola nascosta in casa.

## L'offerta
- Titolo originale: Mohai (Offering)
- Diretto da: Jerry Levine
- Scritto da: Peter M. Lenkov e David Wolkove (soggetto); David Wolkove (sceneggiatura)

### Trama
La squadra è alle prese con l'efferato omicidio di una ragazza. Quando l'autopsia rivela che l'assassino ha usato un'arma con inciso un pentagramma, Danny capisce che il killer segue un rituale legato all'occulto.

## In un tempo passato
- Titolo originale: I Ka Wa Mamua (In a Time Past)
- Diretto da: Sylvain White
- Scritto da: Peter M. Lenkov (soggetto); Ken Solarz (sceneggiatura)

### Trama
Danny uccide un terrorista, ma si rende conto che il criminale indossava un giubbotto esplosivo che ora si è attivato. Mentre aspetta gli artificieri, racconta a Steve di quando era un poliziotto nel New Jersey.

## Il segreto
- Titolo originale: Ohuna (The Secret)
- Diretto da: Larry Teng
- Scritto da: Mike Schaub

### Trama
Mentre il capitano della task force McGarret tenta di riavvicinare sua madre, la squadra speciale è alle prese con l'omicidio di un giovane hacker.

## Disegno diabolico
- Titolo originale: Wahine 'inoloa (Evil Woman)
- Diretto da: Steve Boyum
- Scritto da: Stephanie Sengupta e Courtney Kemp Agboh (soggetto); Stephanie Sengupta (sceneggiatura)

### Trama
La Five-0 viene chiamata in una piantagione, dove è stato trovato un corpo carbonizzato. Il tabulato delle telefonate della vittima porta McGarret a sospettare della sua terapeuta.

## Morte e riscatto
- Titolo originale: Ha'aw Make Loa (Death Wish)
- Diretto da: Gwyneth Horder-Payton
- Scritto da: Bill Haynes

### Trama
Nel suo giorno libero Max va in banca per fare un deposito e flirta con la cassiera. All'improvviso fanno irruzione dei rapinatori e una pallottola colpisce la donna.

## Gita scolastica
- Titolo originale: Huaka'i kula (Field Trip)
- Diretto da: Eric Laneuville
- Scritto da: Michele Fazekas e Tara Butters

### Trama
Danny chiede a McGarrett di accompagnarlo in campeggio con la piccola Grace e alcune amiche per insegnare a lei e al suo gruppo le tecniche di sopravvivenza. La loro vacanza viene interrotta quando trovano un uomo ferito ma la situazione si fa pericolosa quando l'uomo si rivela armato e molto pericoloso, Sembra che egli stia cercando qualcosa nella foresta e per ritrovarla rapisce il capitano McGarrett e una delle ragazze. Danny, dopo non poche difficoltà, riesce a chiamare la squadra e organizza un team di ricerca per salvare Steve e arrestare l'uomo, che sembra non fosse l'unico a cercare quello che è caduto della foresta.

## Il guardiano
- Titolo originale: Kahu (Guardian)
- Diretto da: Bryan Spicer
- Scritto da: Noah Nelson

### Trama
A pochi giorni dalla viglia di Natale il capitano McGarrett incontra un ragazzino che è preoccupato per la recente la scomparsa del padre, un commerciante che si teme sia stato ucciso. L'uomo riforniva segretamente un criminale che vive isolato e che vuole riavere i suoi soldi. Kono invece deve occuparsi di Sang Min, uscito per testimoniare ad un processo, ma l'uomo sfugge alla sorveglianza e sparisce ma Kono riesce a trovarlo senza dover usare la forza.

## L'isola proibita
- Titolo originale: Kapu (Forbidden)
- Diretto da: Steven DePaul
- Scritto da: David Wolkove

### Trama
Durante una festa di iniziazione uno studente trova un corpo in decomposizione dentro una vasca di acido. Danny e McGarrett indagano sull'omicidio, la vittima è un professore della Oahu University e i primi indiziati sono il suo capo, il suo assistente e uno studente che era stato sorpreso a copiare. La verità è che il professore stava studiando in segreto le proprietà di una pianta che si trova su un'isola privata a cui può accedere solo un numero minimo di persone. Nel frattempo il nipote di Danny, Eric, arriva per passare del tempo con lui sotto richiesta della sorella che è preoccupata per il figlio. Il ragazzo passa la giornata con lo zio e McGarrett e sembra che la cosa lo entusiasmi.

## Sentenza di morte
- Titolo originale: Olelo Ho'Opa'I Make (Death Sentence)
- Diretto da: Bryan Spicer
- Scritto da: Steve Cwik

### Trama
Chin viene rapito nel cuore della notte dal fratello di Frank Delano, per vendicare l'uccisione, e lasciato nella prigione di Halawa con gli abiti da detenuto. Dopo avere rischiato la vita contro un poliziotto arrestato per corruzione viene salvato da Sang Min, un informatore della polizia, grazie al quale riesce a fuggire dal carcere prima che venga riconosciuto dagli altri detenuti come membro dei Five-0.

## Scandalo
- Titolo originale: Hana I Wa'Ia (Scandal)
- Diretto da: Larry Teng
- Scritto da: Mike Schaub

### Trama
Alla vigilia delle elezioni il governatore Denning chiede al team della Five-0 di indagare discretamente sull'omicidio di una prostituta, trovata morta nel letto di un deputato che risulta scomparso.

## L'ora della vendetta
- Titolo originale: Hookman
- Diretto da: Peter Weller
- Scritto da: Glen Olson e Rod Baker (soggetto); Joe Halpin (sceneggiatura)

### Trama
La task force indaga su un killer misterioso che seleziona le sue vittime nel corpo della polizia. Si scopre che l'assassino sta attuando una vendetta e che il prossimo obbiettivo sulla sua lista è il comandante McGarrett.

## Incontri clandestini
- Titolo originale: Kekoa (Warrior)
- Diretto da: Larry Teng
- Scritto da: Al Septien e Turi Meyer

### Trama
La squadra indaga sull'omicidio di un maestro di Lua, un'antica forma di combattimento hawaiano. Intanto, il capitano McGarrett ha ingaggiato un detective privato per seguire sua madre.

## Il gioco
- Titolo originale: Pa'ani (The Game)
- Diretto da: Jeffrey Hunt
- Scritto da: Kyle Harimoto e David Wolkove

### Trama
È il weekend della finale del campionato di football. La task force indaga sull'omicidio di un dirigente di un'azienda. Un aiuto inaspettato arriva da una stella della National Football League.

## Bambole
- Titolo originale: Na Kiʻi (Dolls)
- Diretto da: Duane Clark
- Scritto da: Michael Reisz (soggetto); Stephanie Sengupta (sceneggiatura)

### Trama
Dog, cacciatore di taglie, vede una donna cadere da un balcone. La task force scopre che la vittima era in una squadra di pattinaggio su pista. Per indagare Catherine entra nel team sportivo sotto copertura.

## Vero amico
- Titolo originale: Hoa Pili (Close Friend)
- Diretto da: Jeff Cadiente
- Scritto da: Richard Arthur e Kyle Harimoto (soggetto); Kyle Harimoto (sceneggiatura)

### Trama
McGarrett e Danny indagano su una serie di incendi dolosi ai danni delle barche di un'agenzia che propone tour dell'isola. Tutto si complica quando un impiegato dell'azienda viene trovato morto in una gabbia per squali.

## La promessa
- Titolo originale: Olelo Pa'a (The Promise)
- Diretto da: Joe Dante
- Scritto da: Peter M. Lenkov e Ken Solarz

### Trama
Catherine e McGarrett si recano in Corea del Nord per recuperare i resti di un amico ucciso in azione. Steve ricorda l'ultima volta che si è trovato sul posto durante una pericolosa missione.

## Dietro le quinte
- Titolo originale: Imi Loko Ka ʻUhane (Seek Within One's Soul)
- Diretto da: Bryan Spicer
- Scritto da: Bill Haynes

### Trama
La squadra viene seguita durante il servizio della troupe di un noto show televisivo. La situazione diventa pericolosa quando McGarrett e i suoi uomini trovano Wo Fat sulla scena del crimine.

## Bambini prigionieri
- Titolo originale: Hoʻopio (To Take Captive)
- Diretto da: Steve Boyum
- Scritto da: Peter M. Lenkov (soggetto); Noah Nelson (sceneggiatura)

### Trama
A dieci anni dal rapimento una giovane ragazza viene ritrovata assassinata. Sul corpo ci sono tracce di DNA di una bambina di sei anni rapita pochi giorni prima. Si scoprirà che alla base di tutto c'è una coppia di rapitori che con documenti falsi percepiscono soldi per l'affido delle bambine, e che queste due non erano le prime vittime.

## Affari di famiglia
- Titolo originale: He Welo ʻOihana (Family Business)
- Diretto da: Larry Teng
- Scritto da: Eric Guggenheim

### Trama
McGarrett scopre la missione sotto copertura di sua madre, finalizzata al recupero del microchip che le fu rubato. Intanto Kono si avvicina sempre più al segreto di Adam, il suo fidanzato, senza sapere però che così rischia la vita.

## Addio e abbi cura di te
- Titolo originale: Aloha, Malama Pono (Farewell and Take Care)
- Diretto da: Bryan Spicer
- Scritto da: Peter M. Lenkov, Ken Solarz e David Wolkove

### Trama
La CIA contatta la task force dei Five-0 perché un aereo è atterrato a Oahu con cinque cadaveri; bisogna trovare un terrorista in fuga prima che attacchi sul suolo americano. Intanto Kono è ricercata per un omicidio, accuse che si riveleranno infondate.